# Johan Zachrisson Ulf
Johan Zachrisson Ulf, död 1672 i Linköpings församling, Östergötlands län, var en svensk borgmästare och häradshövding.

## Biografi
Ulf var son till postmästaren och vaktästaren Zachris Abramsson (1581-1655) och Gertrud Hansdotter på Frösö. Han var även häradshövding.
Ulf blev 8 januari 1658 borgmästare vid Linköpings rådhusrätt.